# 千哥信
千哥信（ちかのぶ、生没年不詳）とは江戸時代の浮世絵師。

## 来歴
喜多川歌麿の門人かといわれる。千哥信、千哥述と号して文化初期ころに美人画の錦絵を作画している。

## 作品
- 「鏡をみる娘に子供」 大判 錦絵
- 「風流見立」 大判揃物（2図あり） 錦絵